# 오사카 나오미
오사카 나오미(일본어: 大坂 なおみ, 1997년 10월 16일~)는 일본의 여자 프로 테니스 선수이다.

## 생애 및 경력
오사카 나오미는 1997년 오사카에서 아이티 출신의 아버지와 일본인 어머니 사이에서 태어났다.
4살 때 가족이 미국으로 이주하여 친아버지의 지도로 테니스를 시작했다. 언니 오사카 마리도 프로 테니스 선수이다. 미국·일본 이중국적을 갖고 있었지만 선천적 이중국적자가 만 22세 생일 이전에 하나의 국적만 선택하도록 강제하는 일본 국적법에 따라 2019년 만 22세 생일 때 일본 국적을 선택했다.
2013년 주니어에서 프로로 전향했고 2014년 7월 WTA 투어 뱅크 오브 더 웨스트 클래식에서 처음으로 예선을 돌파하고 본선에 진출하였다. 1회전에서 전 세계랭킹 4위이자 2011년 US 오픈 우승자인 서맨사 스토서에 2-1로 승리하였는데, 이 경기에서 193km/h의 서브를 선보이며 강렬한 인상을 남겼다. 그러나 2회전에서 안드레아 페트코비치에게 패하며 탈락하였다. 대회는 세리나 윌리엄스가 우승하였다. 2015년 10월에는 WTA 라이징 스타 인비테이셔널에 출전하여 결승에서 캐롤라인 가르시아를 꺾고 우승하였다.
2016년 1월에는 호주 오픈을 통해 그랜드 슬램에 처음 출전하였다. 2회전에서 18번 시드의 엘리나 스비톨리나를 2-0으로 꺾고 3회전에서는 전 세계랭킹 1위인 빅토리야 아자란카를 맞아 패배하였다. 같은 해 8월에 출전한 US 오픈에서도 역시 3회전까지 진출하였으나 세계 랭킹 8위의 매디슨 키스를 맞아 타이브레이크까지 가는 접전 끝에 1-2(5-7, 6-4, 6-7(3-7))로 패하였다. 또한 9월에는 2016 토레이 팬 퍼시픽 오픈에 와일드 카드를 받아 출전하여 도이 미사키, 도미니카 시불코바, 알략산드라 사스노비치, 엘리나 스비톨리나를 연파하고 처음으로 WTA 투어 대회의 결승전에 올랐다. 결승에서는 전 세계 랭킹 1위인 덴마크의 카롤리네 보즈니아키를 맞아 세트 스코어 0-2(5-7, 3-6)로 패배하였다. 이 대회의 결과로 2015년 시즌 종료 당시 203위이던 WTA 세계 랭킹이 수직 상승하여 처음으로 50위권 안에 안착하였다.
2017년 US 오픈에서는 1회전과 2회전에서 직전 챔피언 안젤리크 케르버와 데니사 알레토바를 연파하였으나 카이아 카네피에 패하여 3회전에서 탈락하였다. 그해 10월에 열린 홍콩 오픈에서는 비너스 윌리엄스를 꺾었다.
그리고 2018년 3월, 시드 배정 없이 출전한 BNP 파리바 오픈에서 우승하였다. 1회전에서 전 세계랭킹 1위 마리아 샤라포바를 꺾었으며 이어서 아그니에슈카 라드반스카, 사치아 비커리, 마리아 사카리를 줄줄히 연파한 뒤에, 8강에서 카롤리나 플리스코바를 꺾었다. 준결승에서 세계 랭킹 1위 시모나 할렙을 꺾고 마침내 오른 결승에서는 같은 신예인 다리아 카사트키나를 2-0(6-3, 6-2)으로 이기고 생애 최초로 투어 대회에서 우승하였다. 대회 직후 이어서 열린 마이애미 마스터스에서는 출산에서 복귀한 세레나 윌리엄스를 2-0으로 꺾는 파란을 일으켰다. 그리고 만 20세인 2018년 9월 8일, US 오픈 결승에서 어린 시절의 우상이던 세리나 윌리엄스를 2-0(6-2, 6-4)로 완파하고 생애 최초로 메이저 컵 우승을 차지했다. 이 대회의 결과로 세계 랭킹 10위 안에 처음으로 진입했다. 일본 도쿄에서 열린 2020년 하계 올림픽 개막식에서는 테니스 선수로는 최초로 성화를 점화했다.